# Корабль в геральдике
Корабль — искусственная негеральдическая гербовая фигура.
С древних языческих времён у всех народов приморских стран эмблема корабля означала благополучное достижение поставленной цели.

## История
Является христианским символом с самого его появления. Полагают, что слово "nave", обозначающее основную часть паствы, произошло от латинского "корабль". Римский теолог и мученик Ипполит, определял церковь, как: "корабль среди бушующих волн, но никогда не тонущий".  Другие же святые называли корабль — "кораблём спасения", который несёт верующего под знаком Креста (перекрещённые матчи и реи, наподобие креста) сквозь бурные воды жизни. В храмах Дании часто подвешивали модель корабля с парусами, что символизировало путешествие человека, как через спокойные, так и бурные воды.
У народов Средиземноморья корабль или иное судно, символизировало жизненный путь и жизненный успех, что потом стало отождествляться  с образом Христа, символом которого часто избирался корабль, что нашло отражение в Библии.

## В современности
Изображение парусного корабля используется на гербах ряда новых стран Африки, Латинской Америки, арабского мира и Океании, что ошибочно считается за указание на расположение данных государств. В государственных гербах говорящие гербы не употребляются, а эмблематические изображение парусника в большинстве гербовых щитов помещено, как главная фигура или составляет его навершие. В государственных гербах корабли, как правило, имеют национальные цвета и форму (пирога в гербе Фиджи; гондола в гербе Мальты), либо обязательно снабжены поднятым или спущенным парусом. Если хотят сделать корабль эмблемой торговли, то его изображают не парусным, а паровым (с трубой из которой идёт дым). Часто над таким кораблём изображают Кадуцей, символ торговли (герб Эквадора).
В светской традиции, особенно в океанических и морских странах, экономика которых тесно связано с морем, символика корабля оказалась наиболее приемлемой в государствах не имевших древних традиций, ни имперской или династической истории. В гербах новых государств корабль означает достижение главной национальной цели — национальной независимости, при этом на мачте или корме корабль имеет маленький государственный флаг. В данном понятии такой эмблемой пользуются: Багамские Острова, Доминика, Гренада, Коста-Рика, Суринам, Тринидад и Тобаго.
В арабском мире государственный корабль в гербах: Тунис, Кувейт, Катар, ОАЭ (корабль помещён на груди государственного орла).
В африканских странах: Габон, Маврикий, Либерия (без национального флага, как память о конкретном первом корабле, на котором в 1822 году приплыли из США, потомки негритянских рабов).
В гербе Новой Зеландии корабль трижды изображён со скатанными парусами, это обозначает, что страна достигла поставленной цели — самостоятельности и независимости.

## Геральдика
По геральдическим правилам, настоящий геральдический корабль — который называют "старинный", он имеет округлые формы, снабжён вёслами и боковым рулём, что характерно для Средневековья (некоторые версии герба Парижа). В Англии и Шотландии данный тип геральдического судна назывался "lymphad" и является искажённым гэльским словом, обозначающее "двухмачтовая галера", изображение которой чаще всего встречаются в городских и родовых гербах этих странах. В европейской геральдике в XVII и XVIII веках появляются корабли более позднего происхождения, часто изображаются в бою.
В геральдике, особенно если речь идёт о гербах городов и стран расположенных на берегах судоходных рек, также, не забыты много численные речные лодки и барки (герб Эльста).
Из оснастки корабля, чаще всего в гербах изображается: якорь, паруса (Измайловы) и штурвал (Феодотьевы). Иногда фигура корабля или его оснастки используется в нашлемниках.
В польской геральдике имеется герб Кораб.
В русской геральдике данная эмблема используется в территориальной геральдике и дворянских родах: Нечаевы, Примо, Мазаровичи, Струговщиковы, Крон, Ивановы, Михайловы, и другие.

### Блазонирование
Блазонирование корабля имеет свою терминологию: не плавающий — "странствующий"; не держащийся (находящийся) на воде — "колеблемый";  не оборудованный — "оснащённый" (такого-то цвета), не со знаменем — "ознаменованный"; с вымпелом ("fiamma") — "предлинным флагом". При описании корабля, указывается и цвет моря (воды), по которому странствует.

## Галерея
- Герб Лодейного Поля
- Герб Алешек
- Герб Алешек времен Российской империи
- Герб Измаила
- Герб Калининграда
- Герб Мурманска
- Герб Габона
- Герб Маврикия
- Герб Либерии
- Эмблема Кувейта
- Эмблема Катара
- Эмблема Туниса
- Герб Тринидада и Тобаго
- Герб Коста-Рики
- Герб Эквадора
- Герб Новой Зеландии
- Герб Суринама
- Герб Гренады
- Герб Парижа
- Герб Бремерхафена
- Герб района Виттмунд